# Famille Manzoni
Pour les articles homonymes, voir Manzoni.
 (août 2024).
La famille Manzoni est une famille patricienne de Venise, originaire de Padoue.

## Historique
Originaire de Padoue, la famille Manzoni obtient la noblesse lors de la première guerre de Candie. Elle devient noble à Venise lors de la dernière guerre de Candie.

## Armes

Armes de la famille Manzoni de Padoue.

Les armes des Manzoni se blasonnent ainsi écartelées au premier et dernier quartier de l'Empire, au second et troisième de gueules avec une Aigle couronnée d'argent, sur le tout d'argent avec un bœuf (it : manzo) de sable.

## Demeures
- Ca' Manzoni
- Palais Contarini Polignac dal Zaffo poi Manzoni
- Palais Manzoni